# Wettersturz

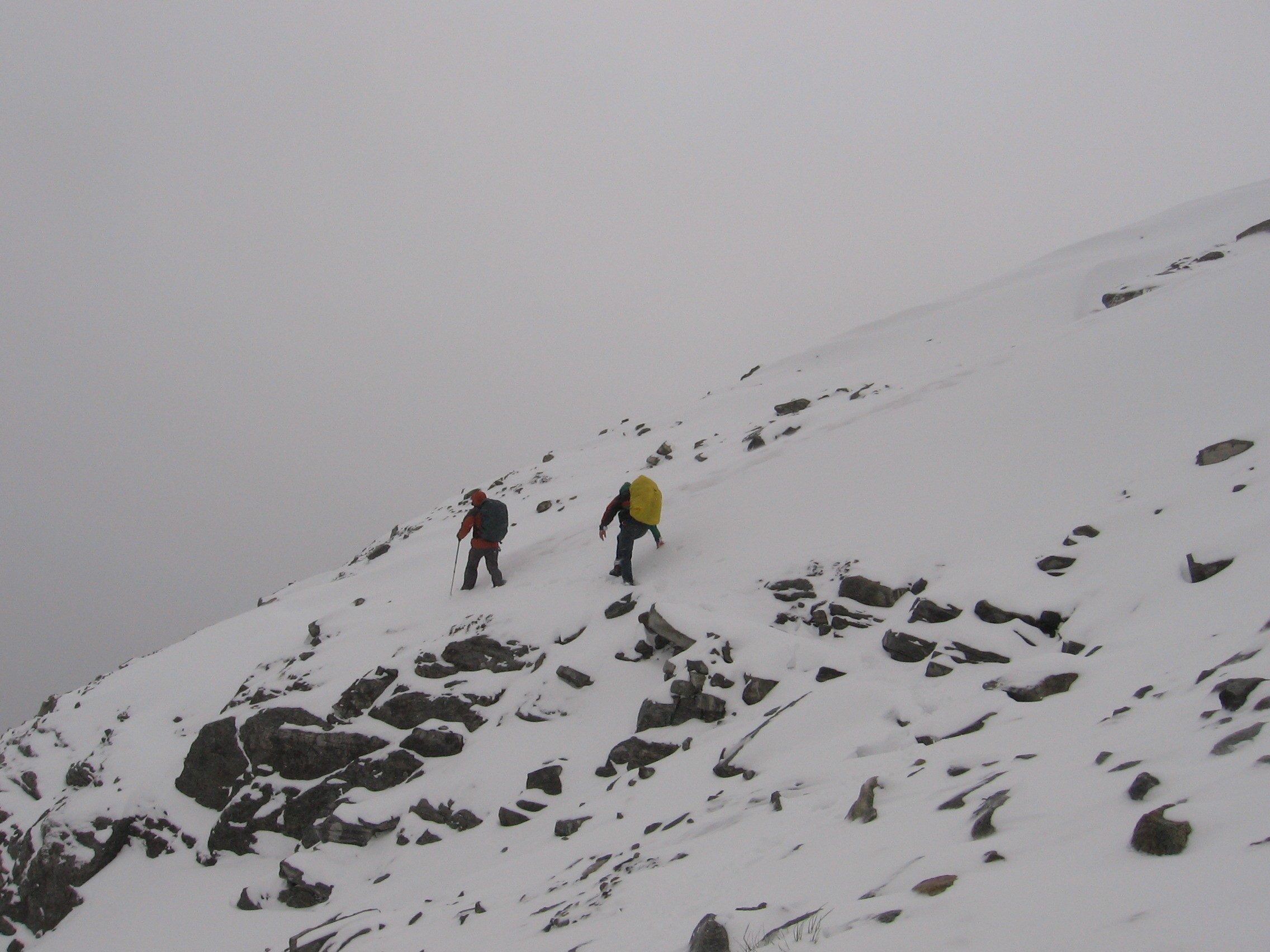
Wettersturz im Hochgebirge

Ein Wettersturz ist eine heftige und vor allem plötzliche Wetterverschlechterung. Oft wird ein Wettersturz durch eine Kaltfront oder kräftige Gewitter ausgelöst. Häufig wird die Sichtweite schlagartig durch starken Niederschlag und Nebel herabgesetzt, was besonders im Hochgebirge für Bergsteiger eine große Gefahr darstellt. Zudem kommt es zu einem Temperatursturz um bis zu 10 °C und starkem Wind mit Sturmböen, was bei unangemessener Kleidung zu einer intensiven Auskühlung und im schlimmsten Fall zum Tod durch Unterkühlung führen kann. Experten rechnen im Hochsommer mit etwa ein bis zwei Wetterstürzen pro Monat.
Winterliche Wetterstürze bzw. Temperaturstürze können der Beginn einer Kältewelle sein.
Ein bekannter solcher Sturz war z. B. der zu Beginn der Schneekatastrophe 1978/1979, der zudem bis heute an vielen Wetterstationen die Rekordwerte für den Rückgang der Temperatur von einem auf den anderen Tag bildet. Im November 1911 fiel die Temperatur in Springfield (Missouri) um rund 40 Grad, so dass dort innerhalb eines Tages sowohl der Hitzerekord als auch der Kälterekord für den Monat November gebrochen wurde.